# Пичугин, Павел Иванович
Па́вел Ива́нович Пичу́гин (27 июня 1876, с. Морки Царёвококшайского уезда Казанской губернии – 31 марта 1954, Молотов) ― русский советский врач, педиатр, доктор медицины (1913).

## Биография
Родился в семье чернорабочего смолокуренного завода 27 июня (14 июня) 1876 года в селе Морки Царёвококшайского уезда Казанской губернии, Российская империя.
В 1902 году окончил медицинский факультет Казанского университета. В том же году начал работать ординатором детской клиники Казанского университета. Во время русско-японской войны служил ординатором 20-го Харбинского сводного госпиталя.
После войны вернулся в Казань. Работал младшим ассистентом медицинского факультета в детской клинике. С 1907 по 1913 год проходил учёбу в клиниках Швейцарии и Германии. В 1913 году успешно защитил докторскую диссертацию.
С началом Первой мировой войны служил старшим ординатором 91-го сводного эвакуационного госпиталя в Казани. Одновременно продолжал научно-педагогическую работу.
20 июня 1920 года был избран профессором кафедры детских болезней медицинского факультета Пермского университета. Создал детскую клинику при университете, которая стала первой подобной клиникой на Урале. Детская клиника начала свою работу в 1922 году. Профессор по глазным болезням П. И. Чистяков сравнивал детскую клинику с жемчужиной, которую Пичугин «тщательно очистил, отшлифовал и передал медицинскому факультету университета для украшения».
Также занимался общественной деятельностью, неоднократно избирался делегатом Всесоюзных съездов врачей. В 1926 году избран заместителем декана медицинского факультета, а через год — его учёным секретарём.
Павел Пичугин награждён Орденами Ленина, Трудового Красного Знамени, медалью «За доблестный труд в Великой Отечественной войне 1941—1945 гг.», знаком «Отличник здравоохранения».
Умер 31 марта 1954 года в Перми, похоронен на Егошихинском кладбище возле Успенской церкви. В 2002 году Городской детской клинической больнице № 9 присвоено имя Павла Ивановича Пичугина.

## Награды
- Орден Ленина
- Орден Трудового Красного Знамени
- Медаль «За доблестный труд в Великой Отечественной войне 1941-1945 гг.»
- Знак «Отличник здравоохранения»

## Сочинения
- Скарлатина и меры борьбы с ней. Казань, 1909.
- Опыты с культивированием plasmodium vivax по методу Bass’a // Казанский медицинский журнал. 1913. № 3/4.
- Лечение малярии детей метиленовой синькой // Казанский медицинский журнал. 1914. № 3/6.
- Питание и уход за грудным ребенком. Молотов, 1940.